# Sonja Pitscheider
Sonja Pitscheider (* 3. Juni 1969) ist eine ehemalige österreichische Politikerin. Sie war bis 19. April 2018 Mitglied der Grünen.

## Leben
Sonja Pitscheider wuchs in einem sozialdemokratisch geprägten Elternhaus in Hall in Tirol auf. Sie studierte Erziehungswissenschaft mit dem Schwerpunkt Psychoanalyse an der Universität Innsbruck.
Pitscheider ist verheiratet und Mutter eines Sohnes.

## Politik
Über eine lokale Bürgerinitiative gegen Verkehrsbelastung im Stadtteil Mariahilf kam sie zu den Innsbrucker Grünen.
2006 wurde sie Gemeinderätin, 2012 ging sie als Bürgermeisterkandidatin bei der Gemeinderatswahl in Innsbruck 2012 für die Grünen ins Rennen. Sie führte die Grünen mit 19,1 Prozent der Stimmen zum bis dahin besten Ergebnis in einer österreichischen Landeshauptstadt. Bei der Stichwahl zwischen Christine Oppitz-Plörer (Für Innsbruck) und Christoph Platzgummer (ÖVP) empfahl Pitscheider die regierende Bürgermeisterin. Nach deren Sieg mit 56 Prozent der Stimmen kam es nach langen Verhandlungen zu einer Ampelkoalition von Für Innsbruck, den Grünen und der SPÖ. Pitscheider war seit 2012 bis 2018 Mitglied des Stadtsenates und Erste Vizebürgermeisterin der Stadt Innsbruck. Sie war für die Bereiche Umwelt, Energie und Mobilität (Straßen- und Verkehrsrecht, Verkehrsplanung und Umwelt), Tiefbau sowie Frauenförderung zuständig.
Am 29. Mai 2017 konnte sich Georg Willi bei der Bezirksversammlung der Innsbrucker Grünen mit 74 Prozent der Stimmen gegen die amtierende Vizebürgermeisterin Sonja Pitscheider durchsetzen und wurde zum Spitzen- und Bürgermeisterkandidaten für die Gemeinderats- und Bürgermeisterwahl in Innsbruck 2018 gewählt. Pitscheider und der Grüne Stadtrat Gerhard Fritz hatten zuvor angekündigt, bei einem Sieg von Georg Willi alle politischen Funktionen zurückzulegen und nicht mehr bei der Gemeinderatswahl anzutreten.
Pitscheider wird innerhalb der Grünen dem linken Lager zugeordnet, auch nach eigenen Angaben trete sie für eine "linke Politik" ein.
Am 19. April 2018, drei Tage vor der Gemeinderatswahl in Innsbruck, trat sie aus der Partei aus. Als Grund nannte Pitscheider Aussagen von Georg Willi, wonach Menschen das Thema Wohnen wichtiger wäre als Diskussionen um das Binnen-I und die „Ehe für Alle“. Ihre politischen Ämter legte sie nicht zurück.